# Brynjólfur Sveinsson

Brynjólfur Sveinsson auf der 1000-Kronen-Banknote

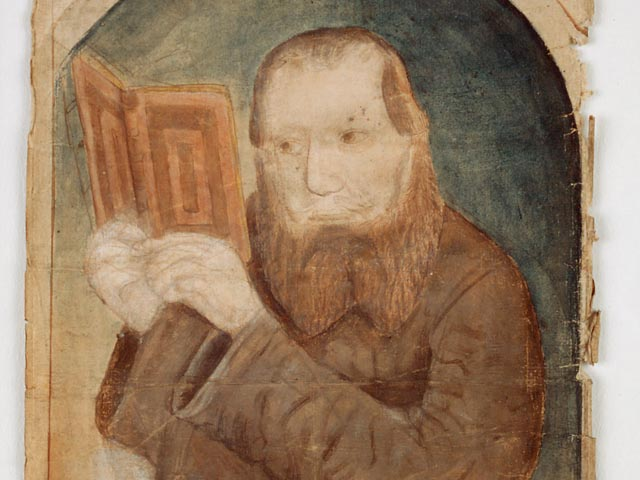
Brynjólfur Sveinsson

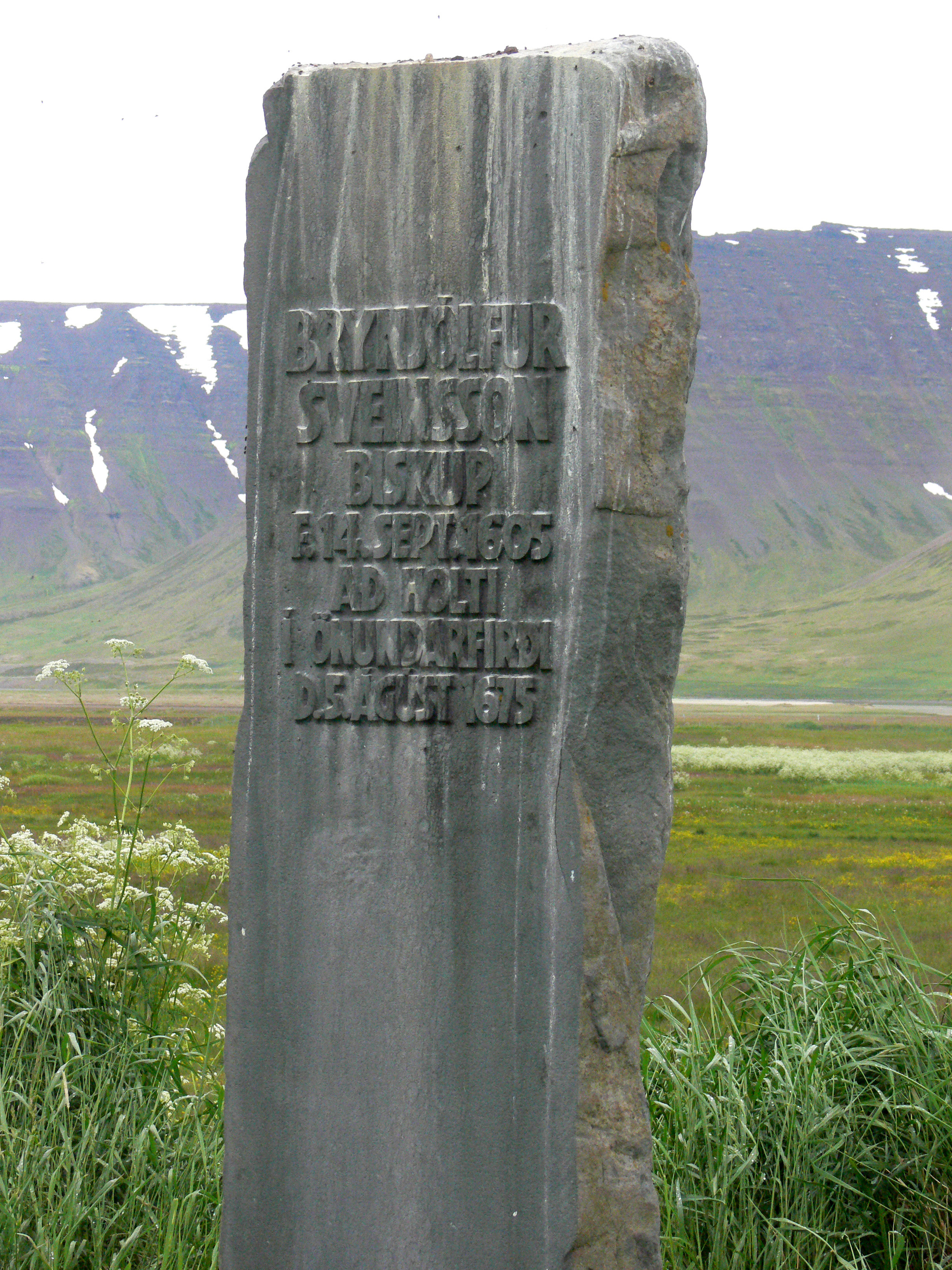
Gedenkstein an seinem Geburtsort Holt

Brynjólfur Sveinsson (* 14. September 1605 in Holt (Önundarfjörður); † 5. August 1675) war einer der 16 lutherischen Bischöfe von Skálholt.
Die isländische 1000-Kronen-Banknote zeigt ein Porträt von ihm.

## Leben
Brynjólfur ging, nach dem Besuch der Schule von Skálholt, nach Kopenhagen, wo er Klassische Philologie und Philosophie studierte: Eine Studienwahl, die seine kritische Sicht auf die Hexenverfolgung seiner Zeit prägte. Dort knüpfte er auch Kontakte zu den herausragendsten Denkern des Nordens wie Ole Worm. Danach wirkte er sechs Jahre als Konrektor an der Schule von Roskilde.
1638 wollte er gerade zu einer Studienreise nach den Niederlanden aufbrechen, als er überraschend auf den Bischofsstuhl von Skálholt gewählt wurde. Sein Verzichtsbrief wurde von Christian IV. nicht akzeptiert. So wurde er im Mai 1639 in der Frauenkirche von Kopenhagen zum Bischof geweiht.
Von den Kindern aus der Ehe mit Margrét Halldórsdóttir überlebten nur eine Tochter, Ragnheiður, und ein Sohn, Halldór, der 1666 in England verstarb.
Brynjólfur Sveinsson starb am 5. August 1675 ohne leibliche Erben.

## Mittelalterliche Manuskripte
Der Name des Bischofs ist, vor allem wegen dreier bekannter Texte, die durch seine Hände gingen, eng mit mittelalterlichen Manuskripten verbunden.
1643 gelangte eine Sammelhandschrift mit altnordischer mythologischer und heroischer Dichtung in den Besitz des Geistlichen. Er gab ihr den Namen „Sæmundar Edda“. Brynjólfur schrieb dieses Manuskript Sæmundr Sigfússon (inn fróði) zu, indem er damalige Hypothesen einer „älteren“ Edda als Vorläufer der Snorra-Edda, und von Sæmundr als Verfasser jener letztgenannten, kombinierte und umdeutete. Allerdings ist sich die moderne Forschung einig, dass es sich beim Schöpfer des Werks (gleich, ob im Sinne von „Verfasser“ oder „Kompilator“) nicht um Sæmundr gehandelt haben kann. Vielmehr liegt der auch als Codex Regius bezeichneten Handschrift eine Vielzahl an Quellen zugrunde; das Manuskript enthält Texte ganz unterschiedlicher Altersstufen und gibt sich inhaltlich und stilistisch auch sonst recht uneinheitlich. Die Lebensdaten des von Brynjólfur angenommenen Verfassers und das wahrscheinliche Entstehungsdatum der Handschrift (um 1270) stimmen ebenfalls nicht überein, so dass eine Urheberschaft ausgeschlossen ist.
Auch ein Manuskript der altisländischen Snorra-Edda, der sogenannte Codex Upsaliensis, gelangte in die Hände des isländischen Geistlichen, ehe er es 1639 an den dänischen Historiker Stephanius weitergab.
Schließlich fand er auch ein Manuskript des Isländerbuches (Íslendingabók), welches von einem seiner Priester kopiert wurde, kurz darauf jedoch verlorenging.

## Kirchenlieder und Psalmen
Brynjólfur Sveinsson, der von 1639 bis 1675 das Bischofsamt bekleidete, war, was weniger bekannt ist, auch ein Dichter und schrieb Kirchenlieder und Psalmen. Er förderte Hallgrímur Pétursson, den noch heute berühmtesten Psalmendichter Islands und verhalf ihm zu Pfarrstellen.

## Nachwirken
Brynjólfur Sveinsson ist eine der Hauptfiguren in der Oper Ragnheiður des isländischen Komponisten Gunnar Þórðarson, die 2013/2014 mit großem Erfolg aufgeführt wurde und das Schicksal von Brynjólfurs Tochter Ragnheiður behandelt.